# De bende van Hotel De Korenwolf
De bende van Hotel De Korenwolf is een boekenreeks geschreven door Jacques Vriens en loopt al sinds het jaar 2000. De reeks telt tot nu toe 11 delen en wordt uitgegeven via Van Holkema & Warendorf.

## Het verhaal
De boeken gaan over 4 kinderen, de kinderen van de familie Maassen. Nina van 5 jaar, Joost van 9 jaar, Eefie van 11 jaar, en Puber Pepijn van 14 jaar. De ouders Maassen hebben een hotel, genaamd De Korenwolf. Het hotel ligt in Zuid-Limburg. De ouders van de kinderen hebben het erg druk, dus hebben bijna geen tijd voor de kinderen. Gelukkig woont de oma van de kinderen, Suzanne Maassen, boven in het hotel, in haar eigen flatje. Vroeger was het hotel van haar en opa, maar opa is overleden. Dus als de kinderen zich eenzaam voelen, kunnen ze altijd op oma terugvallen. Samen met oma, die ere-lid is, hebben ze een bende opgericht: De bende van De Korenwolf. Hun wachtwoord is Stroopwafel. Samen met oma beleven ze dolle avonturen, wat niet altijd van een leien dakje gaat...

## Boeken

### Lijst met titels
1. De verdwijning van de mislukte barbie
2. Het geheim van de verliefde hulpkok
3. De redding van de zwevende oma
4. De vondst van het stiekeme circus
5. De jacht op de afgepakte sterren
6. De ontmaskering van de zingende hotelrat
7. De ontvoering van de zwarte prinses
8. De vlucht van de knorrige kelner
9. De ontsnapping van de brullende muis
10. Het geheim van de zoenende gasten
11. De reis met de vliegende leunstoel
12. De truc met de dollende dassen

### Bundels van boeken
1. De dikke bende van De Korenwolf (Bundel van de boeken: De verdwijning van de mislukte barbie, Het geheim van de verliefde hulpkok en De redding van de zwevende oma (2005)
2. De dikke bende van De Korenwolf 2 (Bundel van de boeken: De vondst van het stiekeme circus, De jacht op de afgepakte sterren en De ontmaskering van de zingende hotelrat) (2007)
3. De dikke bende van De Korenwolf 3 (Bundel van de boeken: De ontvoering van de zwarte prinses, De vlucht van de knorige kelner en de De ontsnapping van de brullende muis) (2013)

## Musical
In 2011 is ook een musical over 'De bende van De Korenwolf' in première gegaan. Het heet; Het geheim van de zoenende gasten, naar het verhaal van het gelijknamige boek.